# Спутник (премия, 2009)
14-я церемония вручения Спутниковых наград за заслуги в области кинематографа и телевидения за 2009 год состоялась 20 декабря 2009 года в Beverly Hills Hotel (Беверли-Хиллз, США). 30 ноября 2009 года International Press Academy объявила имена номинантов премии в 33 категориях.

## Специальные награды
- Auteur Award (за фирменный стиль и эффекты) — Роджер Корман
- Награда имени Мэри Пикфорд (за выдающийся вклад в киноиндустрию) — Майкл Йорк
- Награда имени Николы Теслы (за креативность) — Роджер Дикинс
- Выдающаяся приглашённая звезда — Кристин Ченовет (Хор)
- Выдающийся новый талант — Габури Сидибе (Сокровище)

### Десятка лучших фильмов 2009 года
- 500 дней лета
- Яркая звезда
- Воспитание чувств
- Повелитель бури
- Бесславные ублюдки
- Девять
- Сокровище
- Серьёзный человек
- Забивание камнями Сорайи М.
- Мне бы в небо

## Список основных номинантов

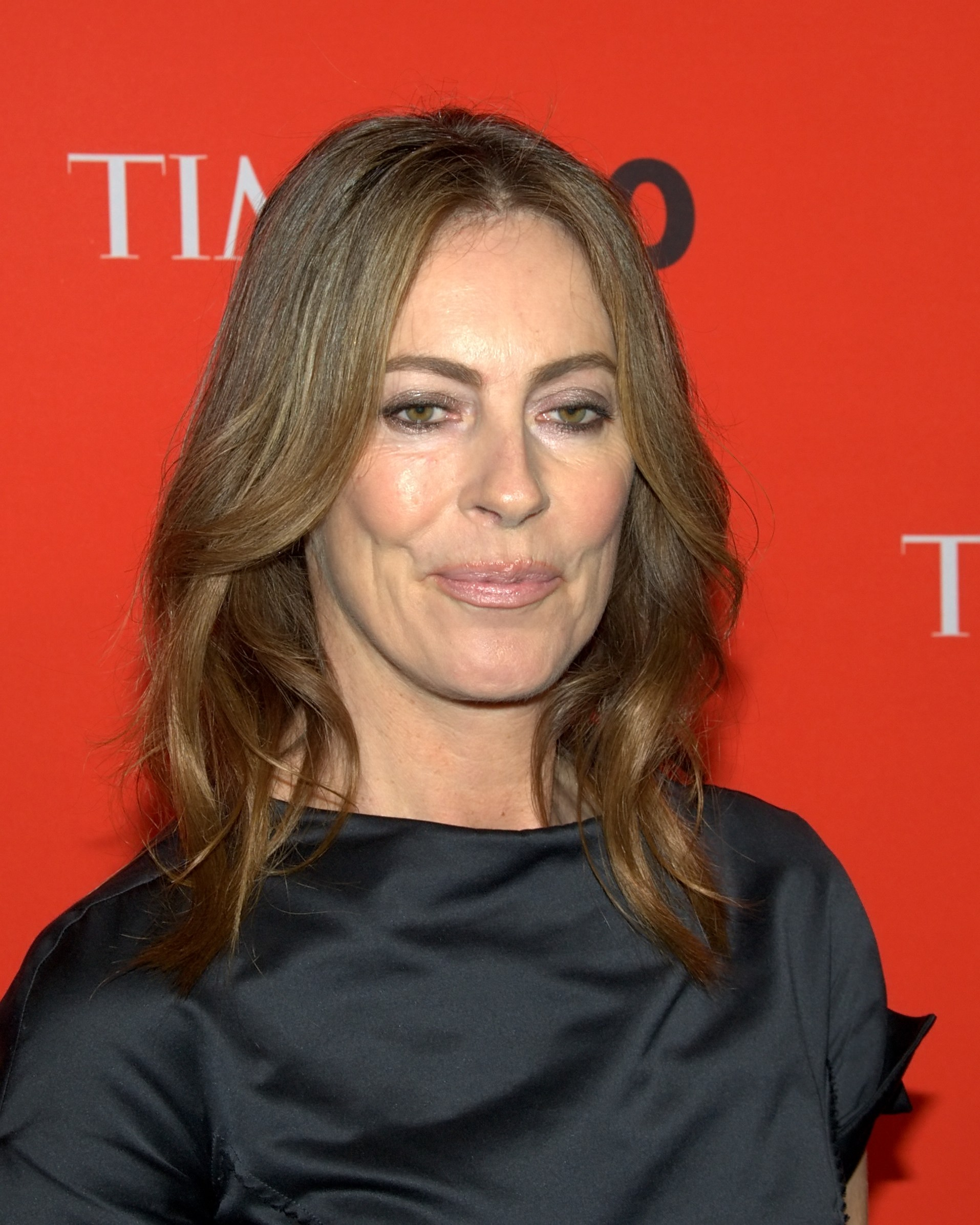
Кэтрин Бигелоу, Лучшая режиссёрская работа драматического фильма

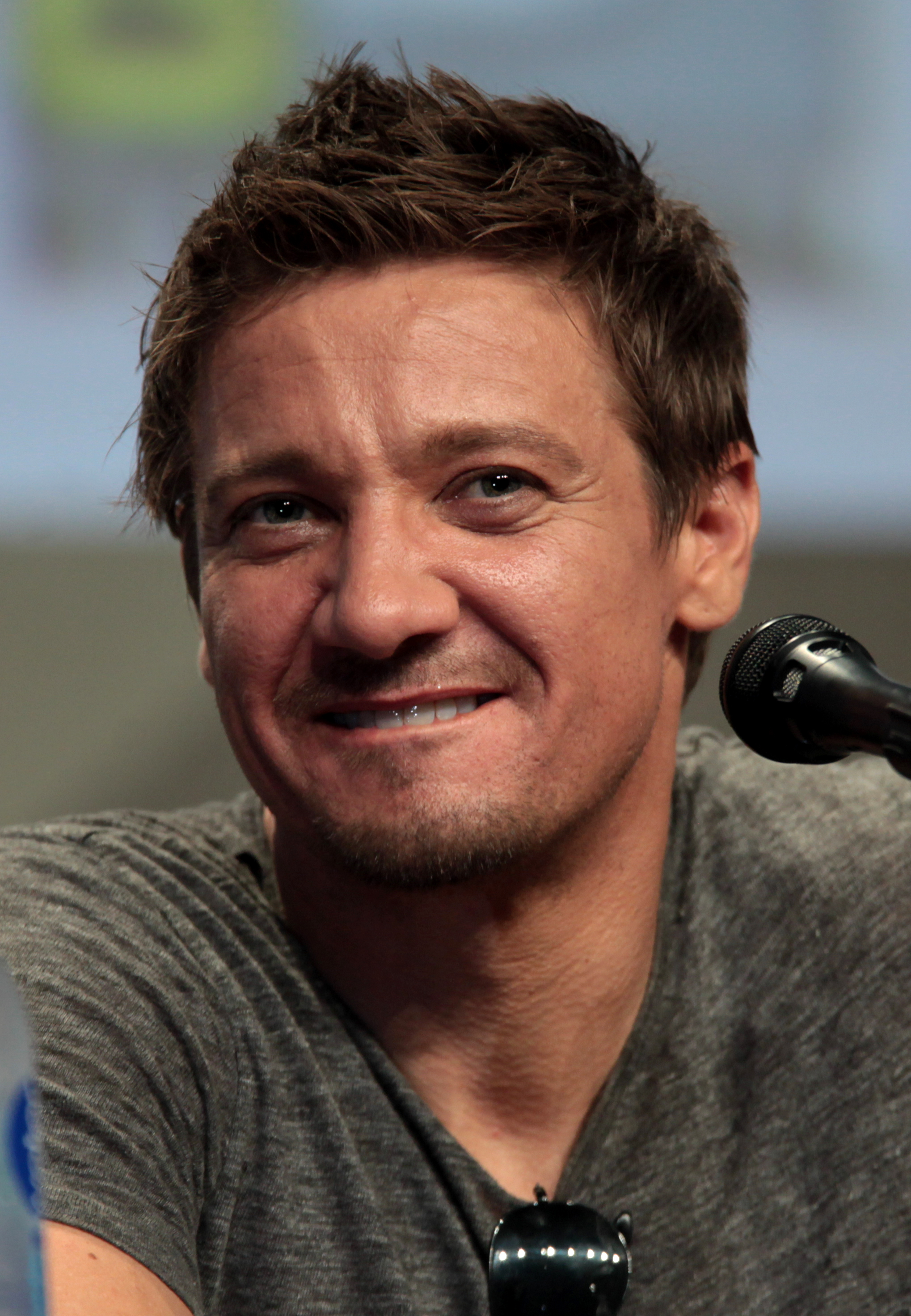
Джереми Реннер, Лучшая мужская роль в драматическом фильме

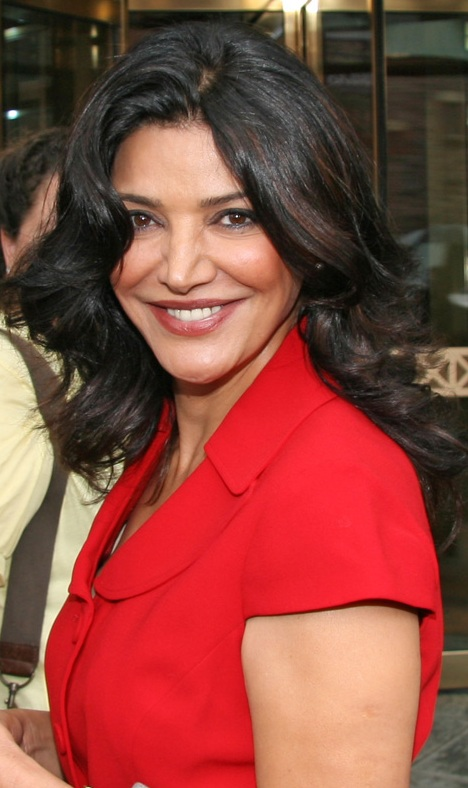
Шохре Агдашлу, Лучшая женская роль в драматическом фильме

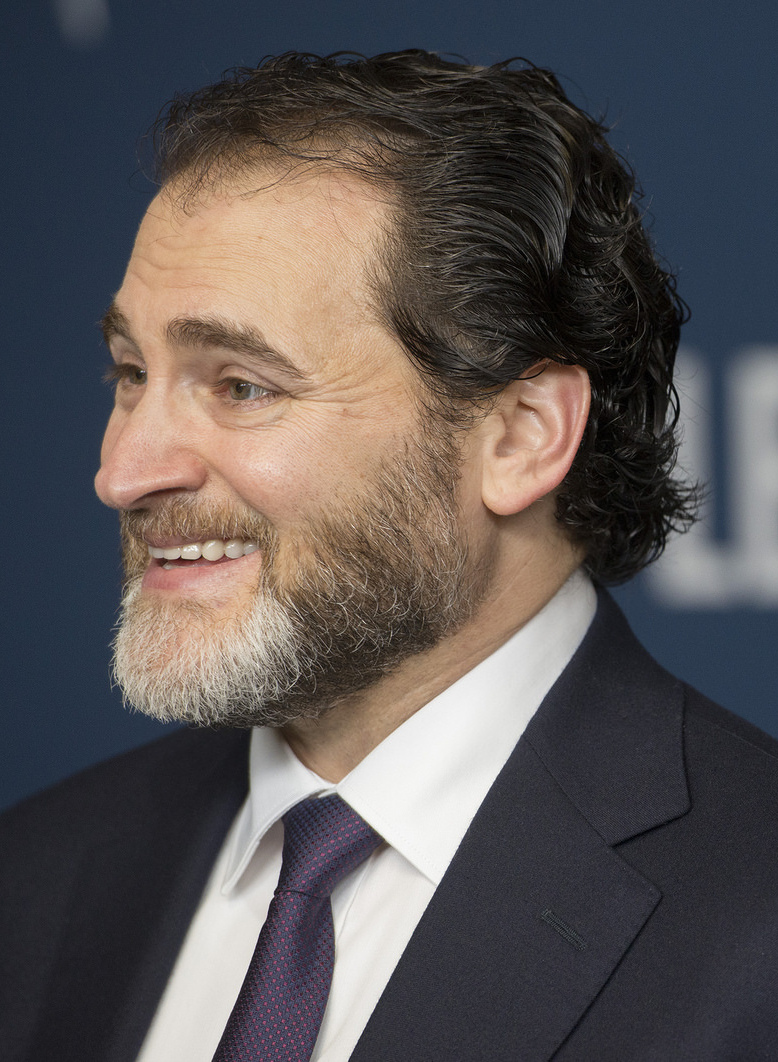
Майкл Стулбарг, Лучшая мужская роль в комедии или музыкальном фильме

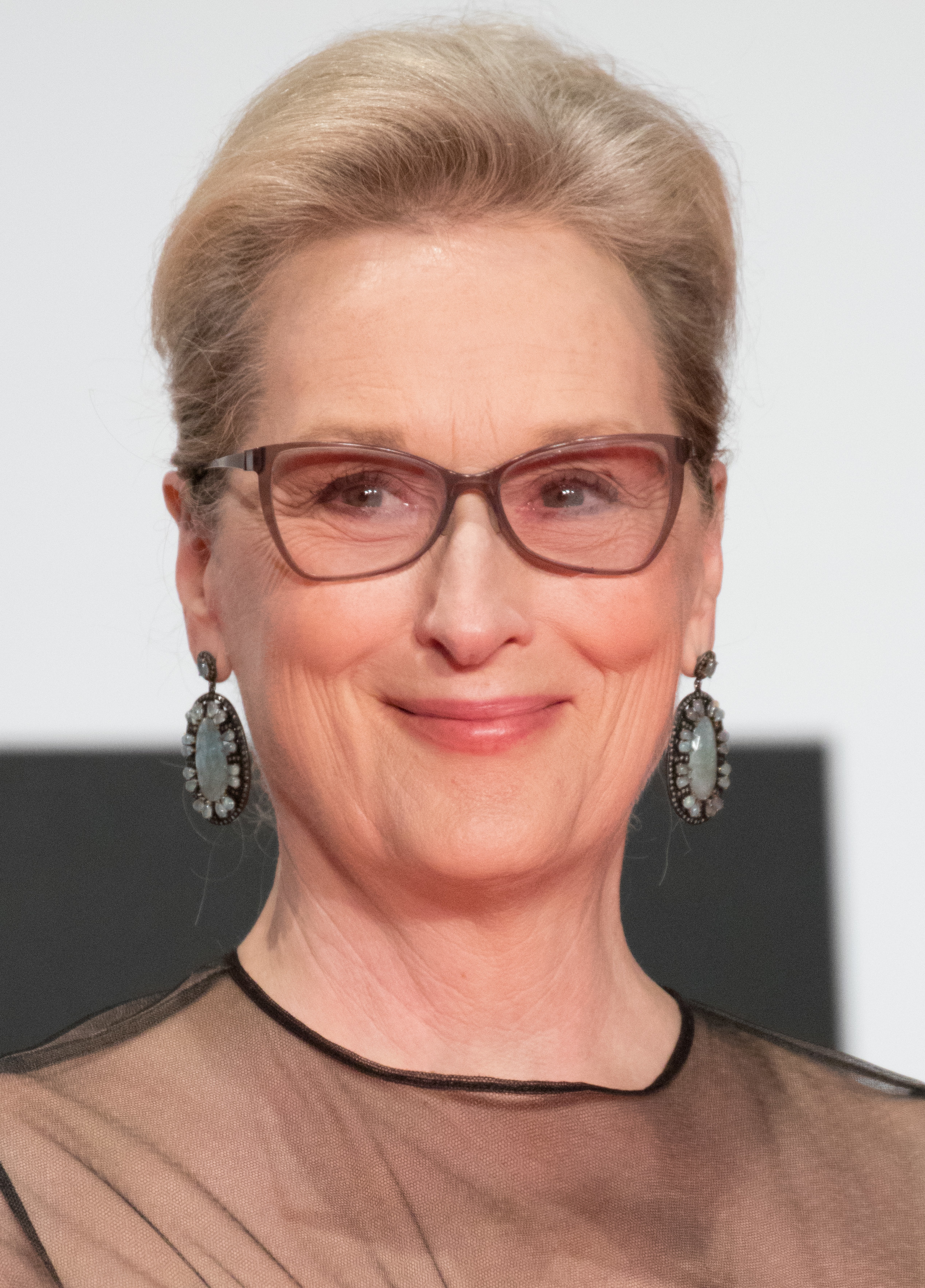
Мэрил Стрип, Лучшая женская роль в комедии или музыкальном фильме

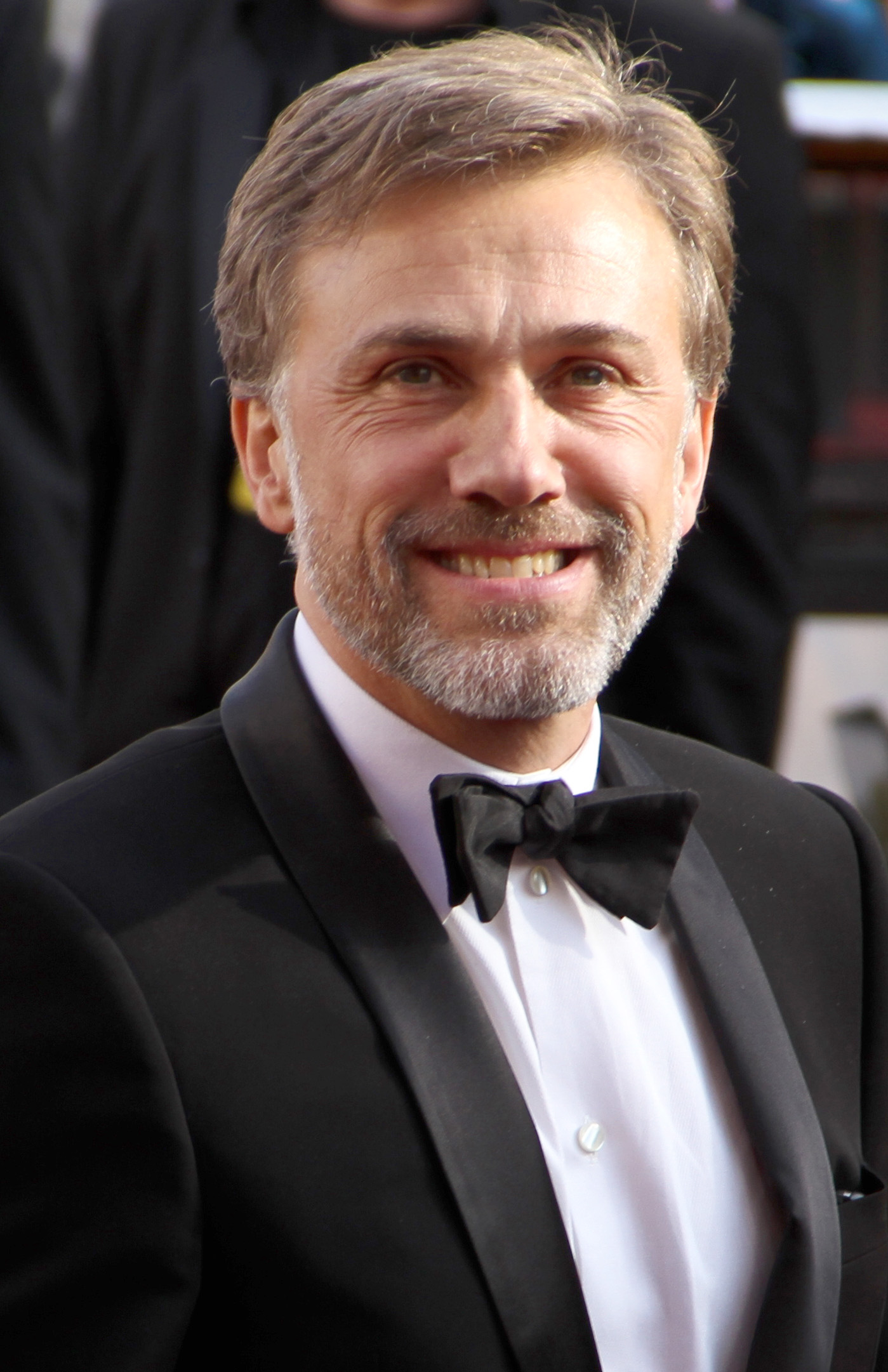
Кристоф Вальц, Лучшая мужская роль второго плана

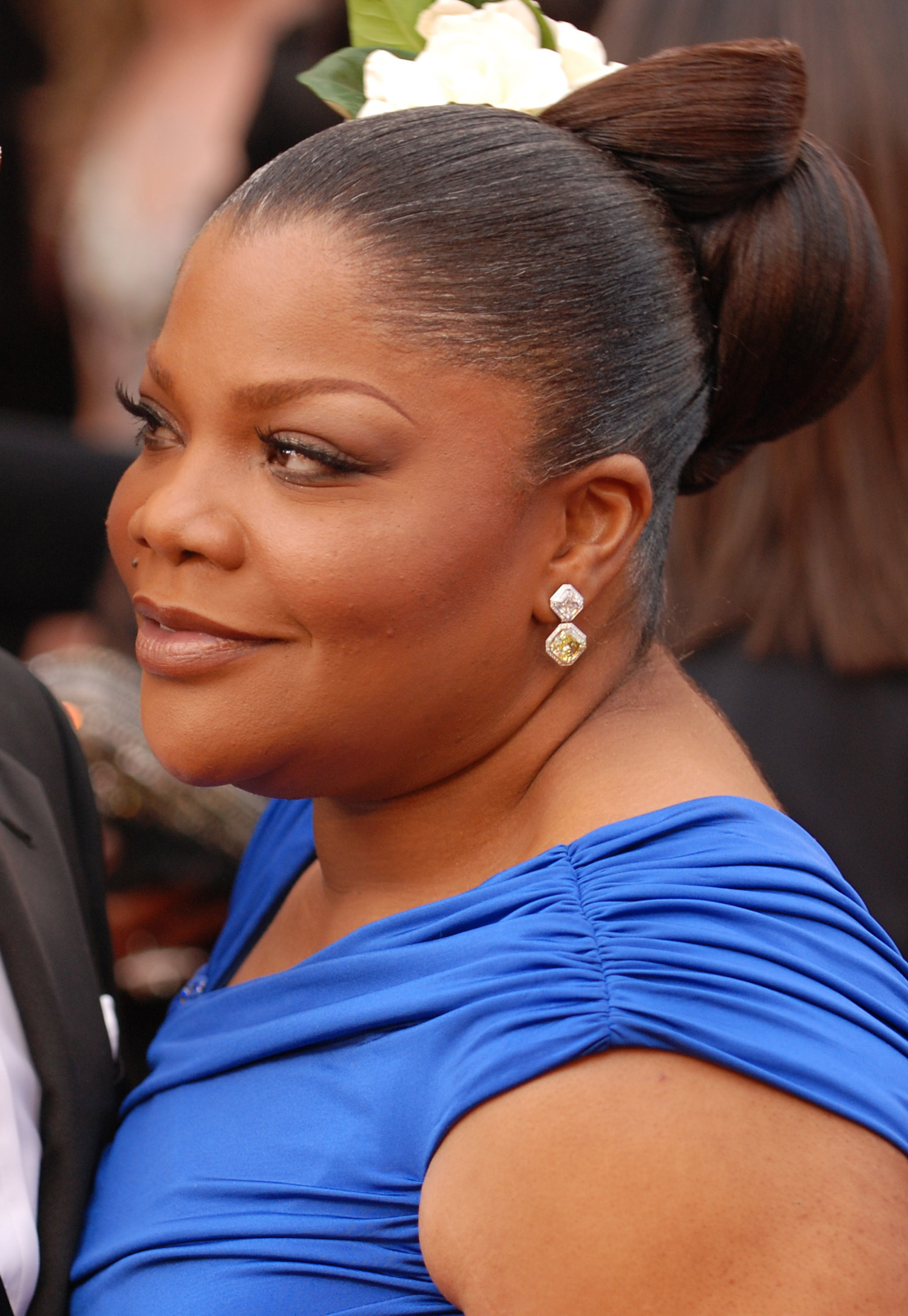
Мо’Ник, Лучшая актриса второго плана

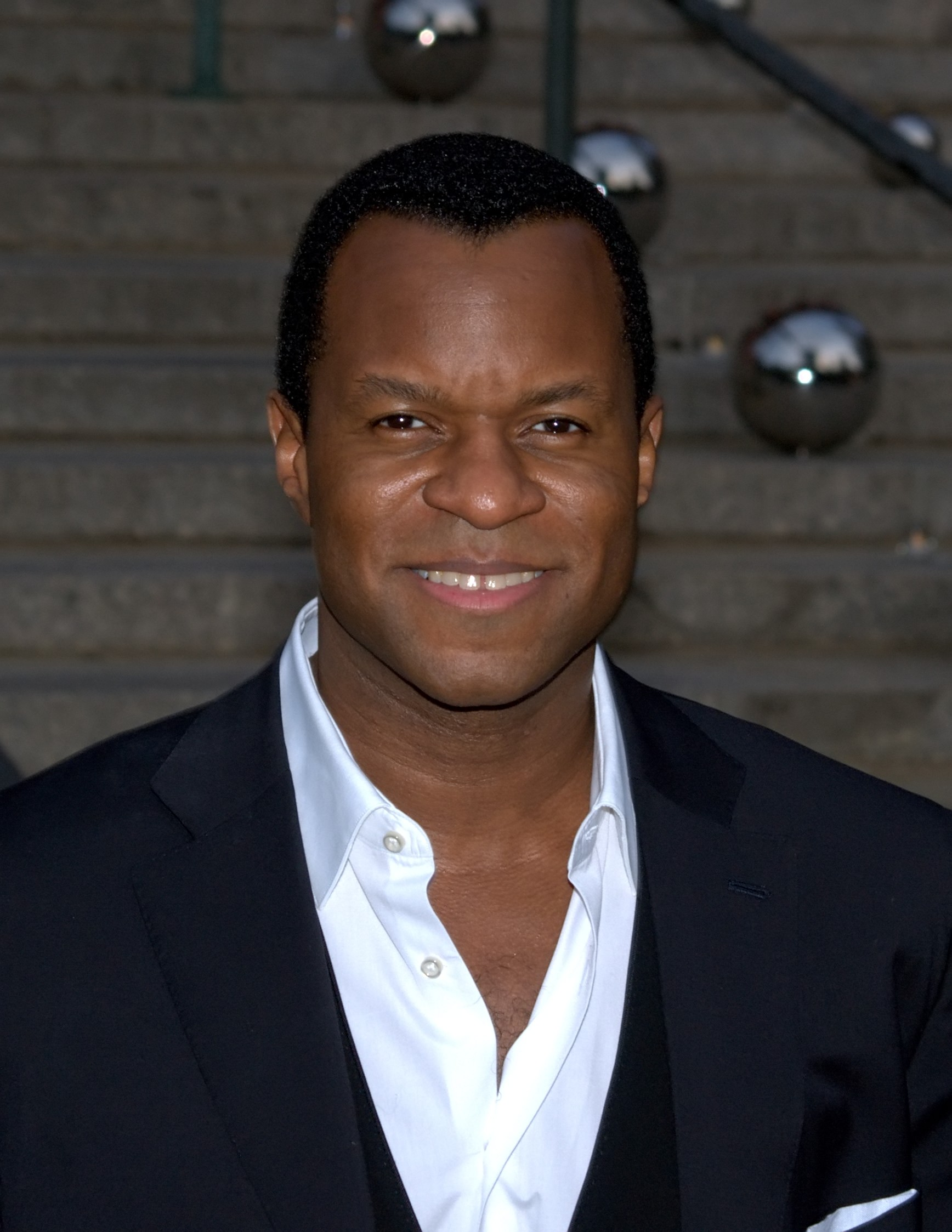
Флетчер, Джеффри, Лучший адаптированный сценарий

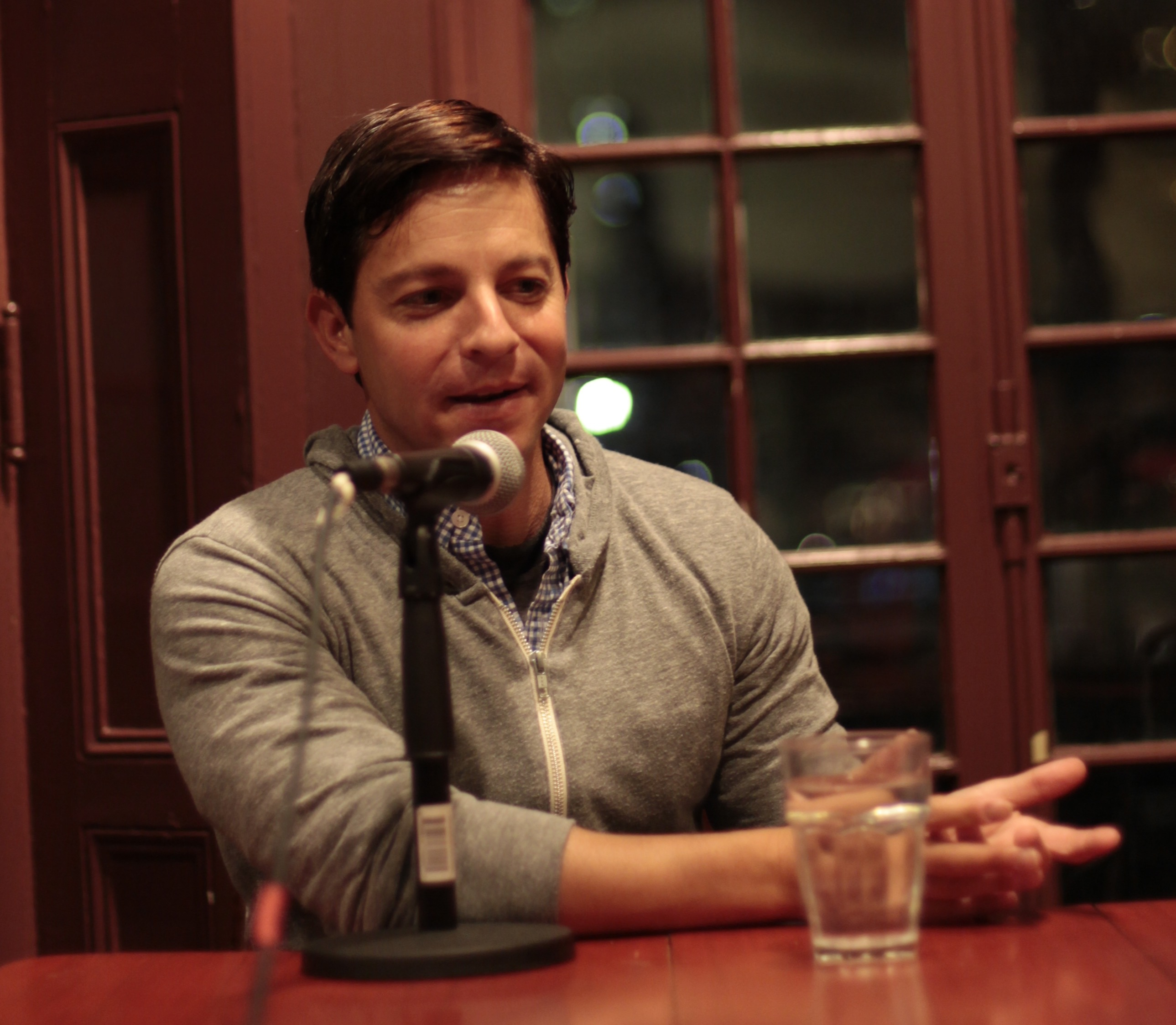
Нейстадтер, Скотт, Лучший оригинальный сценарий

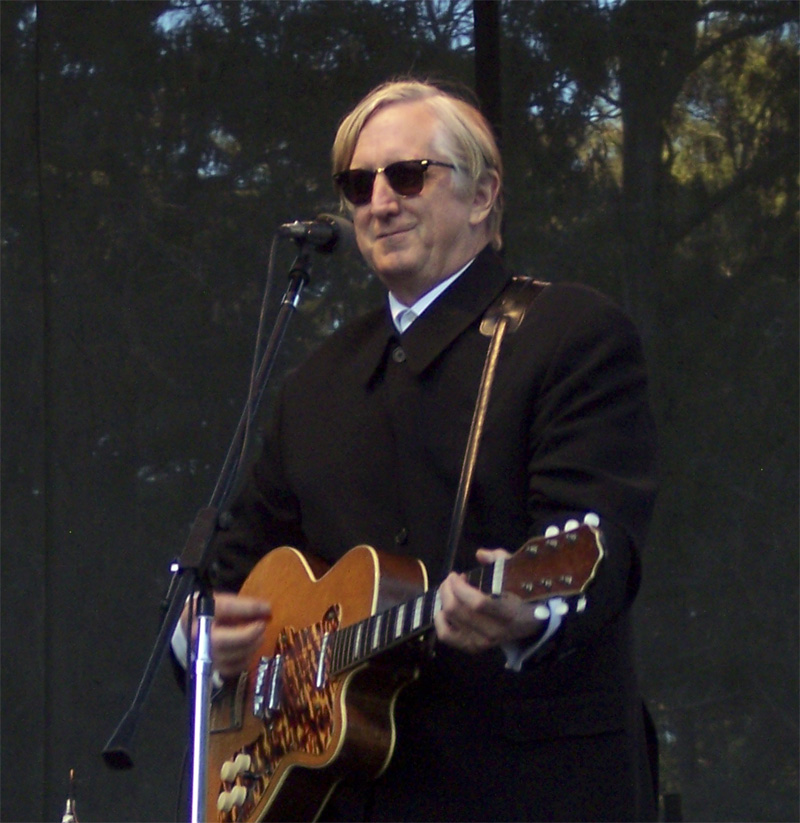
Ти-Боун Бернетт, Лучшая песня

### Лучший драматический фильм
- Повелитель бури
- Яркая звезда
- Воспитание чувств
- Посланник
- Сокровище
- Забивание камнями Сорайи М.

### Лучший фильм — музыкальный или комедия
- Девять
- Джули и Джулия: Готовим счастье по рецепту
- Информатор
- Простые сложности
- Серьёзный человек
- Мне бы в небо

### Лучший иностранный фильм
- Разомкнутые объятия • Испания (TIE)
- Служанка[англ.] • Чили (TIE)
- Я убил свою маму (J’ai tué ma mère) • Канада
- Битва у Красной скалы • Китай
- Белая лента (Das weiße Band) • Германия
- Зима в военное время (Oorlogswinter) • Нидерланды

### Лучший полнометражный анимационный фильм
- Бесподобный мистер Фокс
- Облачно, возможны осадки в виде фрикаделек
- Гарри Поттер и Принц-полукровка
- Принцесса и лягушка
- Вверх
- Там, где живут чудовища

### Лучшая режиссура
- Кэтрин Бигелоу за фильм Повелитель бури
- Нил Бломкамп за фильм Район № 9
- Джейн Кэмпион за фильм Яркая звезда
- Ли Дэниелс за фильм Сокровище
- Роб Маршалл за фильм Девять
- Лоне Схерфиг за фильм Воспитание чувств

### Лучшая мужская роль в драматическом фильме
- Джереми Реннер за фильм Повелитель бури
- Джефф Бриджес за фильм Сумасшедшее сердце
- Хью Дэнси за фильм Адам
- Джонни Депп за фильм Джонни Д.
- Колин Фёрт за фильм Одинокий мужчина
- Майкл Шин за фильм Проклятый «Юнайтед»

### Лучшая мужская роль в комедии или музыкальном фильме
- Майкл Стулбарг за фильм Серьёзный человек
- Джордж Клуни за фильм Мне бы в небо
- Брэдли Купер за фильм Мальчишник в Вегасе
- Мэтт Деймон за фильм Информатор
- Дэниэл Дей-Льюис за фильм Девять

### Лучшая женская роль в драматическом фильме
- Шохре Агдашлу за фильм Забивание камнями Сорайи М.
- Эмили Блант за фильм Молодая Виктория
- Эбби Корниш за фильм Яркая звезда
- Пенелопа Круз за фильм Разомкнутые объятия
- Кэри Маллиган за фильм Воспитание чувств
- Каталина Сааведра[англ.] за фильм Служанка[англ.]

### Лучшая женская роль в комедии или музыкальном фильме
- Мэрил Стрип за фильм Джули и Джулия: Готовим счастье по рецепту
- Сандра Баллок за фильм Предложение
- Марион Котийяр за фильм Девять
- Зои Дешанель за фильм 500 дней лета
- Кэтрин Хайгл за фильм Голая правда

### Лучшая мужская роль второго плана
- Кристоф Вальц за фильм Бесславные ублюдки
- Вуди Харрельсон за фильм Посланник
- Джеймс МакЭвой за фильм Последнее воскресение
- Альфред Молина за фильм Воспитание чувств
- Тимоти Спалл за фильм Проклятый «Юнайтед»

### Лучшая актриса второго плана
- Мо’Ник за фильм Сокровище
- Эмили Блант за фильм Чистка до блеска[англ.]
- Пенелопа Круз за фильм Девять
- Анна Кендрик за фильм Мне бы в небо
- Можан Марно за фильм Забивание камнями Сорайи М.

### Лучший монтаж
- Иннис, Крис[англ.] и Боб Муравски за фильм Повелитель бури
- Бреннер, Дэвид за фильм 2012
- Джулиан Кларк за фильм Район № 9
- Грег Финтон за фильм Приготовьтесь, будет громко
- Энджи Лэм, Ян Хонъю, Роберт А. Ферретти и Дэвид Ву за фильм Битва у Красной скалы
- Симпсон, Клэр[англ.] и Уайатт Смит за фильм Девять

### Лучшая работа художника
- Одинокий мужчина
- 2012
- Воображариум доктора Парнаса
- Джонни Д.
- Битва у Красной скалы
- Дорога

### Лучшая операторская работа
- Девять
- Бесславные ублюдки
- Приготовьтесь, будет громко
- Джонни Д.
- Битва у Красной скалы
- Серьёзный человек

### Лучший дизайн костюмов
Воображариум доктора Парнаса
- Шери
- Девять
- Битва у Красной скалы
- Молодая Виктория

### Лучший документальный фильм
- Каждый маленький шаг[англ.]
- Пляжи Агнес[англ.]
- Бухта
- Приготовьтесь, будет громко
- Сентябрьский номер
- Валентино: последний император[англ.]

### Лучшее музыкальное сопровождение
- Мне бы в небо — Рольф Кент[англ.]
- Амелия — Габриэль Яред
- Информатор — Марвин Хэмлиш
- Джонни Д. — Эллиот Голденталь
- Вверх — Майкл Джаккино
- Там, где живут чудовища — Картер Бёруэлл и Карен О[англ.]

### Лучшая песня
- «The Weary Kind» авторства Райана Бингема и Ти-Боуна Бернетта из фильма Сумасшедшее сердце
- «Almost There» авторства Рэнди Ньюмана из фильма Принцесса и лягушка
- «Cinema Italiano» авторства Мори Йестон[англ.] из фильма Девять
- «Down in New Orleans» авторства Рэнди Ньюмана из фильма Принцесса и лягушка
- «I Can See in Color» авторства Мэри Джей Блайдж из фильма Сокровище
- «We Are the Children of the World» авторства Терри Гиллиама из фильма Воображариум доктора Парнаса

### Лучший адаптированный сценарий
- Джеффри Флетчер[англ.] за фильм Сокровище
- Нил Бломкамп и Терри Татчелл за фильм Район № 9
- Ник Хорнби за фильм Воспитание чувств
- Нора Эфрон за фильм Джули и Джулия: Готовим счастье по рецепту
- Джейсон Рейтман и Шелдон Тёрнер за фильм Мне бы в небо

### Лучший оригинальный сценарий
- Скотт Нейстадтер[англ.] и Майкл Уэбер[англ.] за фильм 500 дней лета
- Марк Боал за фильм Повелитель бури
- Джейн Кэмпион за фильм Яркая звезда
- Джоэл и Итан Коэны за фильм Серьёзный человек
- Боб Питерсон и Пит Доктер за фильм Вверх

### Лучшее звуковое сопровождение
- 2012
- Приготовьтесь, будет громко
- Девять
- Битва у Красной скалы
- Терминатор 4: Да придёт спаситель
- Трансформеры: Месть падших

### Лучшие визуальные эффекты
- 2012
- Район № 9
- Бесподобный мистер Фокс
- Воображариум доктора Парнаса
- Битва у Красной скалы
- Трансформеры: Месть падших

### Выдающийся актёрский состав
Девять

## Победители и номинанты в телевизионных передачах

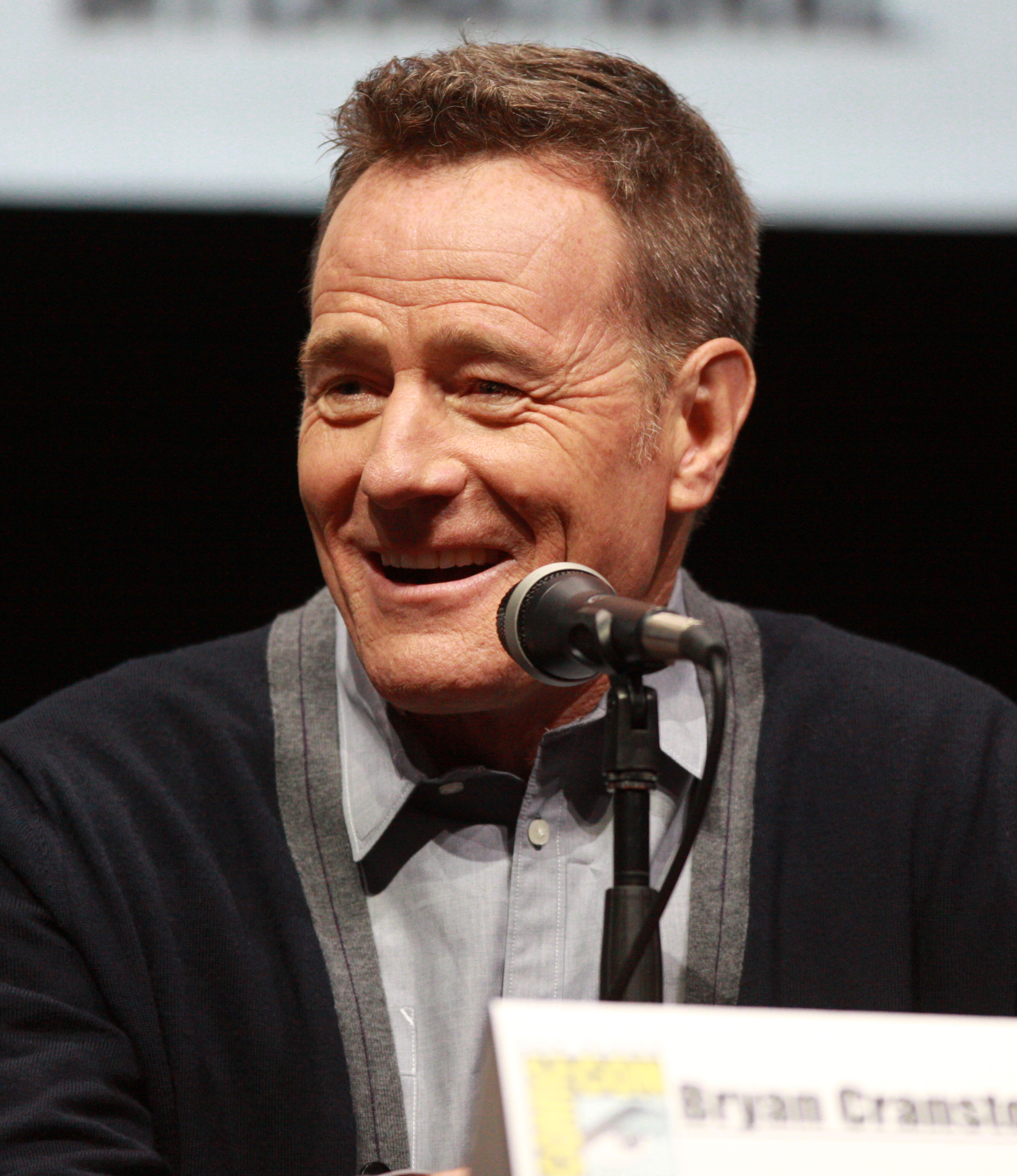
Брайан Крэнстон, Лучший актёр драматического сериала

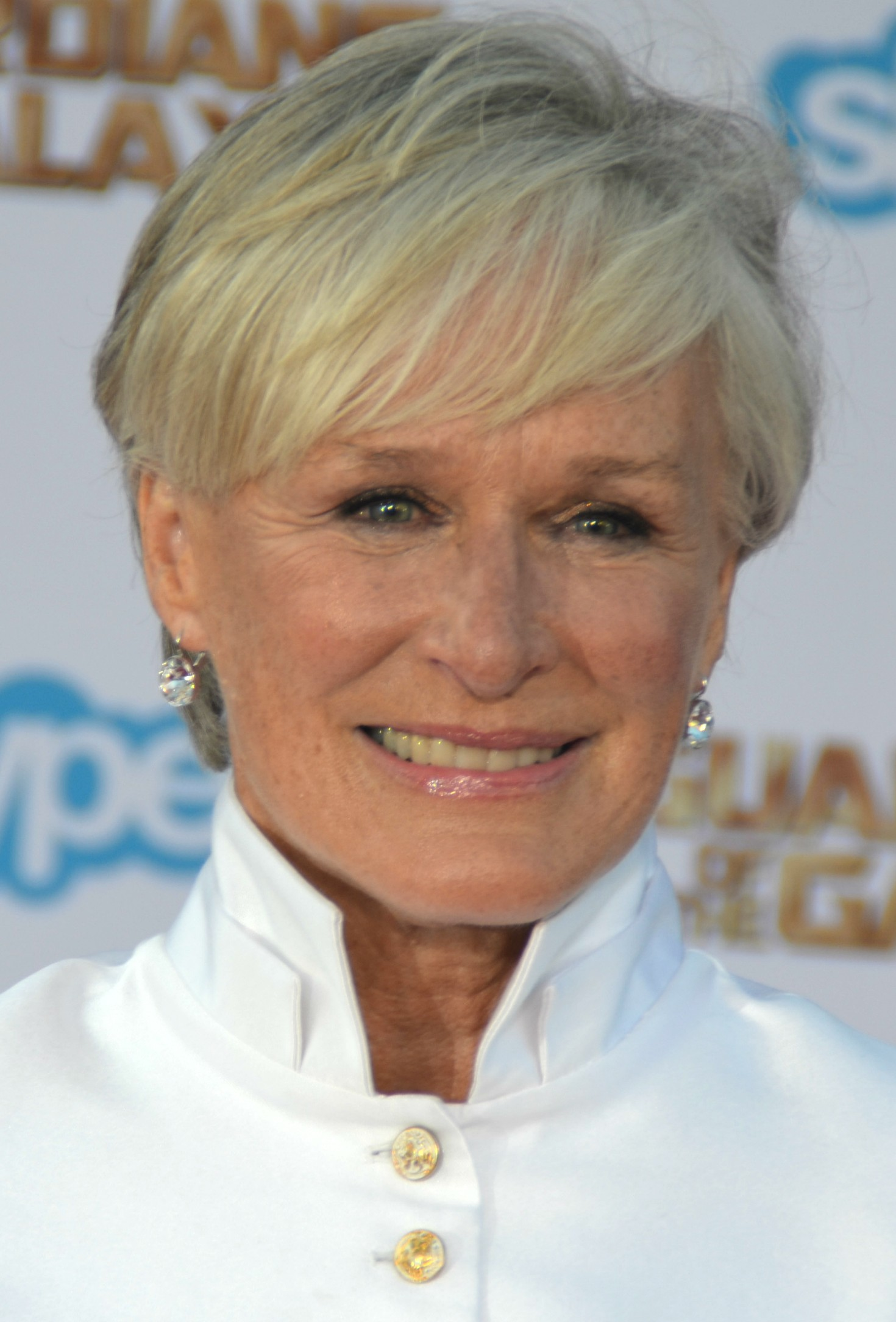
Гленн Клоуз, Лучшая актриса драматического сериала

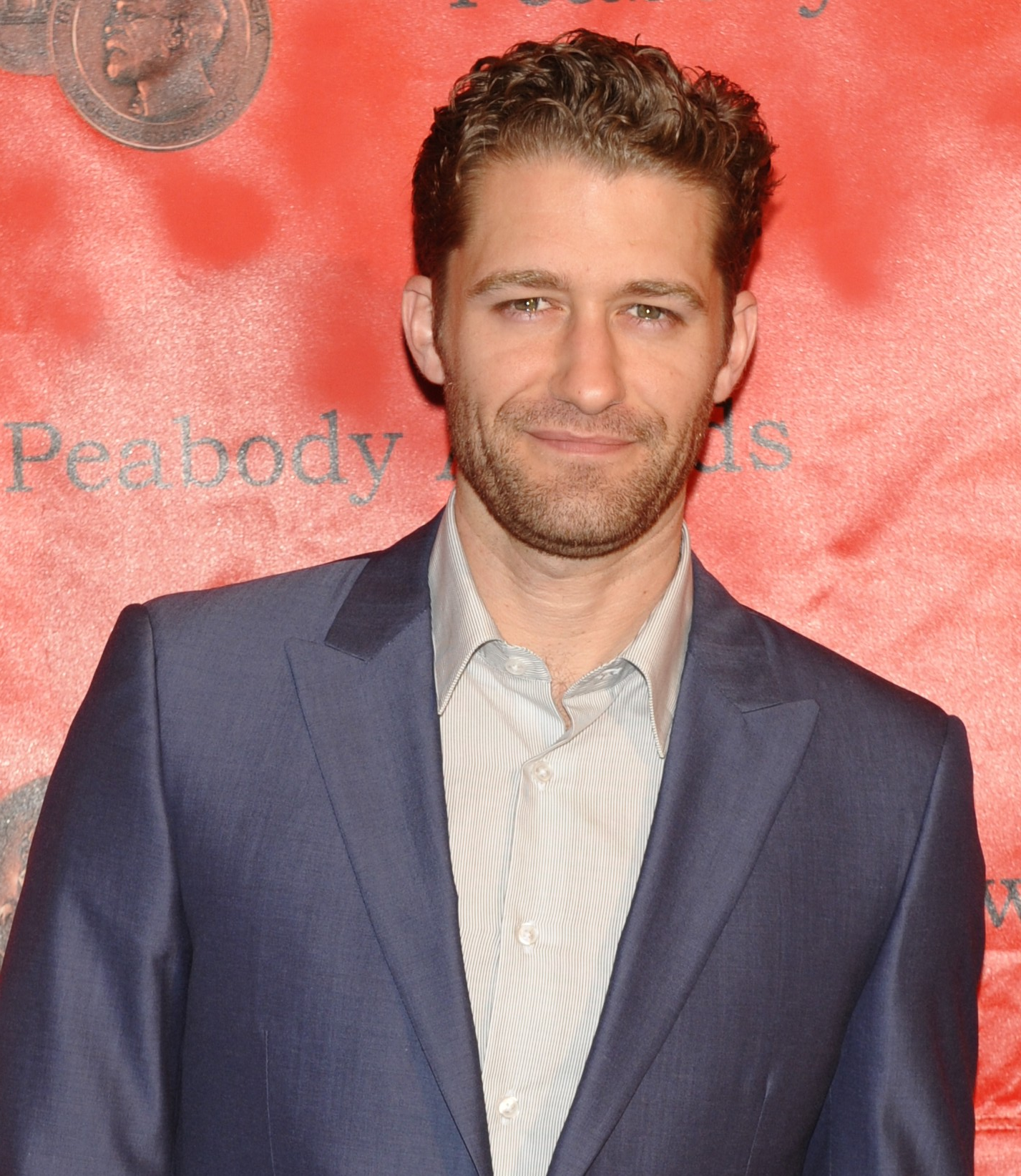
Мэттью Моррисон, Лучший актёр мюзикла или комедийного сериала

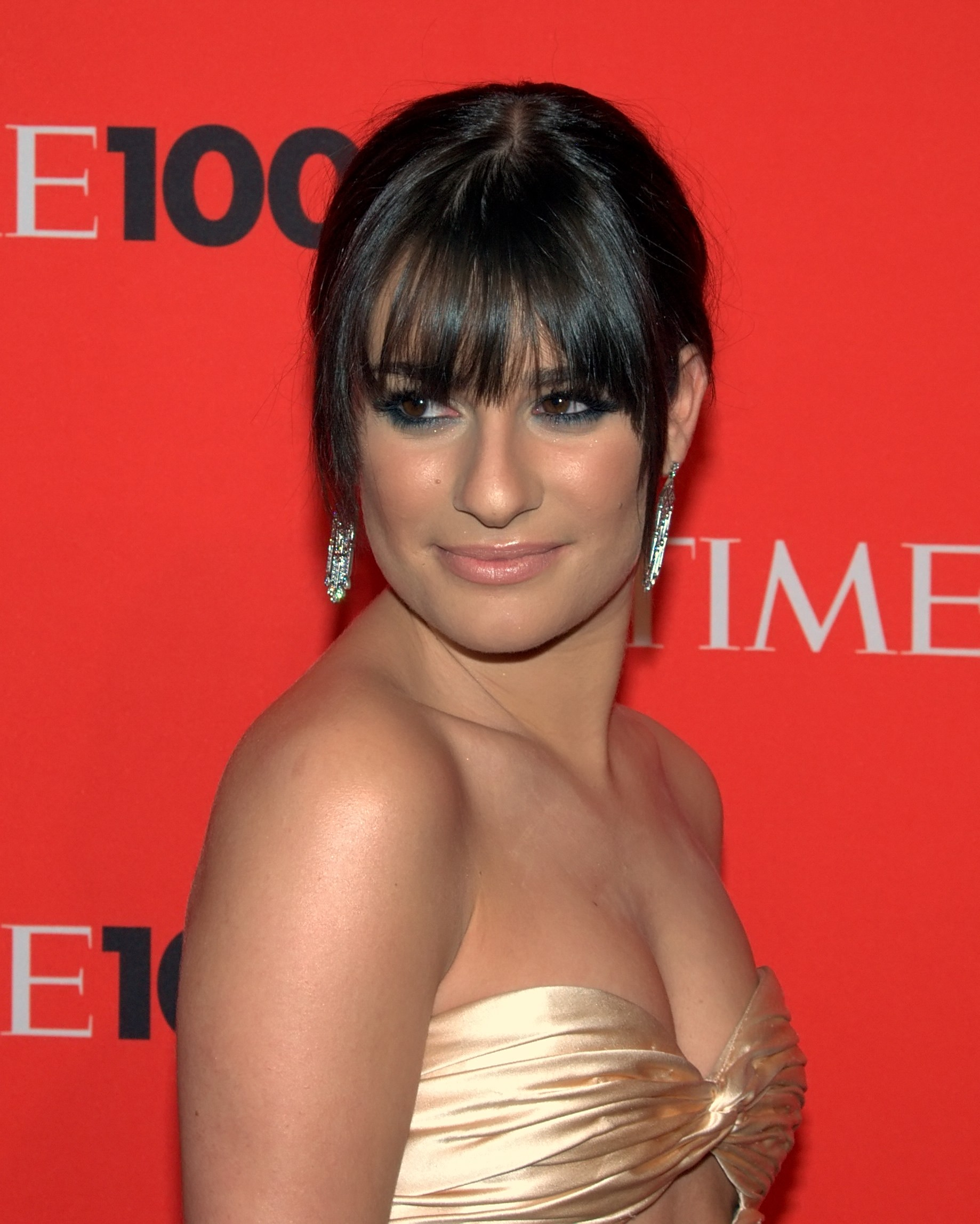
Лиа Мишель, Лучшая актриса мюзикла или комедийного сериала

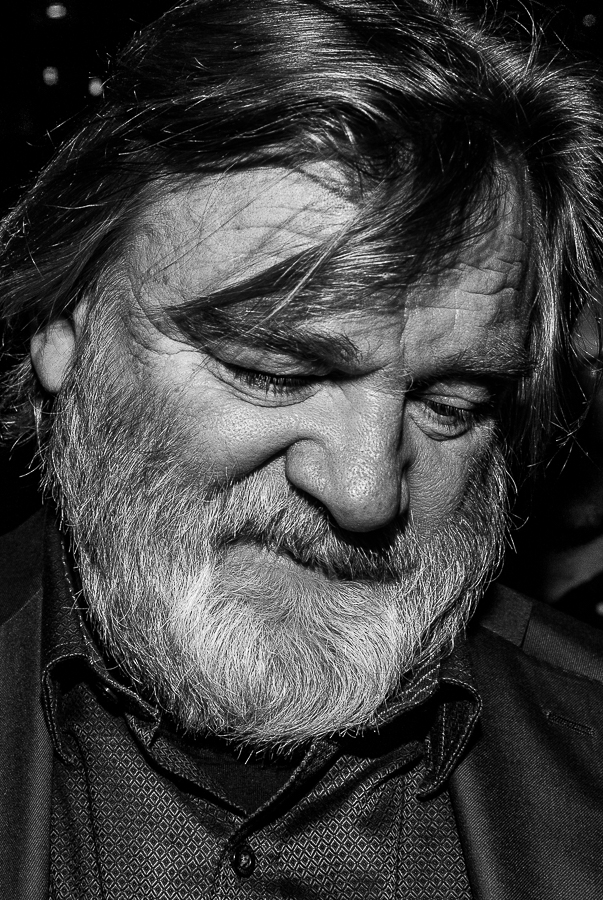
Брендан Глисон, Лучший актёр мини-сериала или ТВ-фильма

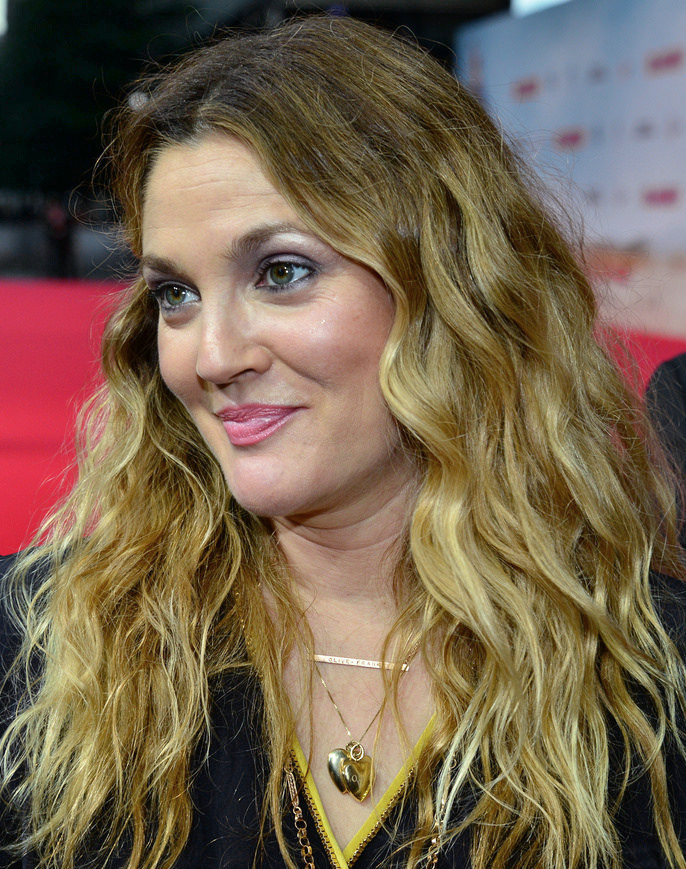
Дрю Бэрримор, Лучшая актриса мини-сериала или ТВ-фильма

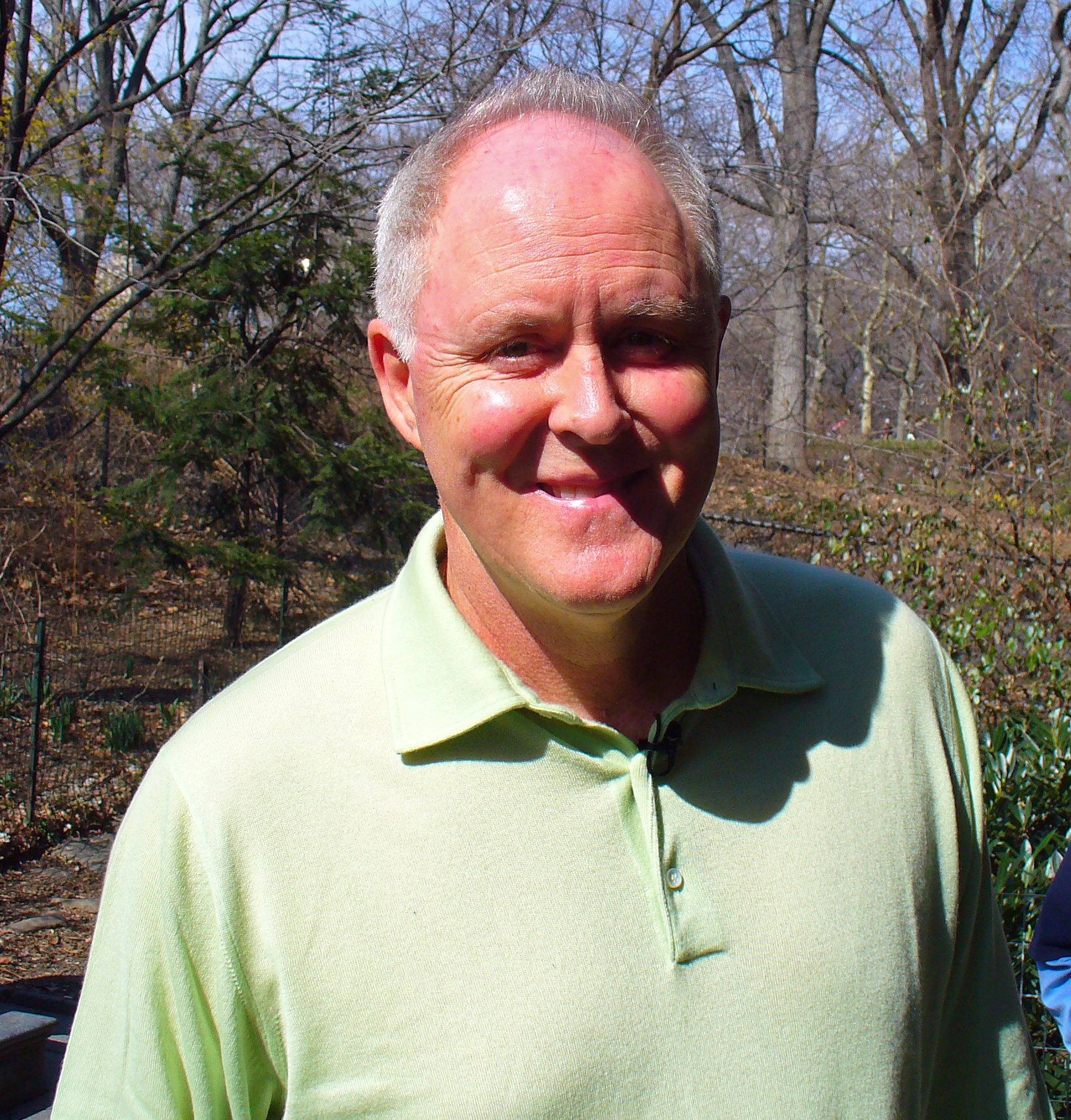
Джон Литгоу, Лучший актёр второго плана в мини-сериале или ТВ-фильме

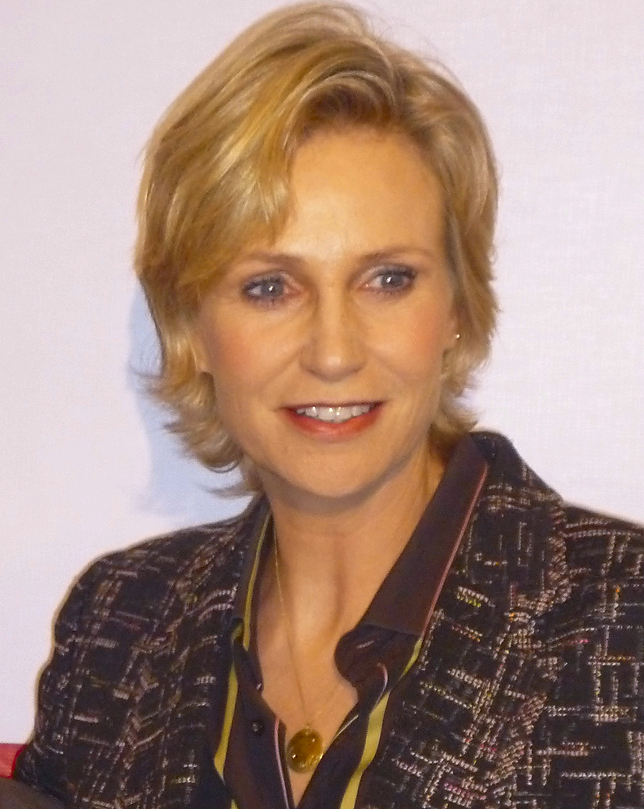
Джейн Линч, Лучшая актриса второго плана в мини-сериале или ТВ-фильме

### Лучший актёр драматического сериала
Брайан Крэнстон — Во все тяжкие
- Гэбриэл Бирн — Лечение[англ.]
- Нейтан Филлион — Касл
- Джон Хэмм — Безумцы
- Лусиан Мсамати — Женское детективное агентство № 1[англ.]
- Билл Пэкстон — Большая любовь

### Лучший актёр мюзикла или комедийного сериала
Мэттью Моррисон — Хор
- Алек Болдуин — Студия 30
- Джемейн Клемент — Полёт Конкордов[англ.]
- Стивен Кольбер — Отчёт Кольбера
- Дэнни Макбрайд — На дне
- Джим Парсонс — Теория Большого взрыва

### Лучший актёр мини-сериала или ТВ-фильма
Брендан Глисон — Черчилль на войне
- Кевин Бейкон — Добровольцы[англ.]
- Кеннет Брана — Валландер
- Уильям Хёрт — Конец игры
- Джереми Айронс — Джорджия О’Киф[англ.]
- Иэн Маккеллен — Заключённый[англ.]

### Лучшая актриса драматического сериала
Гленн Клоуз — Схватка
- Стана Катич — Касл
- Джулианна Маргулис — Хорошая жена
- Элизабет Мосс — Безумцы
- Джилл Скотт — Женское детективное агентство № 1[англ.]

### Лучшая актриса мюзикла или комедийного сериала
Лиа Мишель — Хор
- Джули Боуэн — Американская семейка
- Тони Коллетт — Такая разная Тара
- Брук Эллиотт — До смерти красива
- Эди Фалко — Сестра Джеки
- Тина Фей — Студия 30
- Мэри-Луиз Паркер — Дурман

### Лучшая актриса мини-сериала или ТВ-фильма
Дрю Бэрримор — Серые сады
- Лорен Эмброуз — Любящая Лия[англ.]
- Джуди Дэвис — Бриллианты
- Джессика Лэнг — Серые сады
- Джанет Мактир — Черчилль на войне[англ.]
- Сигурни Уивер — Молитвы за Бобби

### Лучший мини-сериал
Крошка Доррит
- Столкновение[англ.]
- Бриллианты
- Заключённый[англ.]
- Валландер

### Лучший драматический сериал
Во все тяжкие
- Большая любовь
- Схватка
- Хорошая жена
- Лечение[англ.]
- Безумцы

### Лучший мюзикл или комедийный сериал
Хор
- Студия 30
- Теория Большого взрыва
- Полёт Конкордов[англ.]
- Как я встретил вашу маму
- Дурман

### Лучший актёр второго плана в мини-сериале или ТВ-фильме
Джон Литгоу — Декстер
- Крис Колфер — Хор
- Том Кортни — Крошка Доррит
- Нил Патрик Харрис — Как я встретил вашу маму
- Джон Ноубл — Грань
- Гарри Дин Стэнтон — Большая любовь

### Лучшая актриса второго плана в мини-сериале или ТВ-фильме
Джейн Линч — Хор
- Черри Джонс — 24 часа
- Джуди Парфитт — Крошка Доррит
- Аника Нони Роуз — Женское детективное агентство № 1[англ.]
- Хлоя Севиньи — Большая любовь
- Ванесса Уильямс — Дурнушка

### Лучший ТВ-фильм
Серые сады
- Мужественное Сердце Ирены Сендлер[англ.]
- Конец игры
- Черчилль на войне[англ.]
- Любящая Лия[англ.]
- Добровольцы[англ.]

### Выдающийся актёрский состав
Настоящая кровь

## Победители и номинанты New Media

### Лучший классический DVD
К северу через северо-запад Издание к 50-летнему юбилею
- Волшебник страны Оз Двухдисковое издание к 70-летнему юбилею
- Йентл Двухдисковое режиссёрское расширенное издание
- Поймать вора The Centennial Collection (Vol. 6)
- Долгое жаркое лето, Собирайтесь вокруг флага, ребята![англ.], С террасы[англ.], Исход (фильм, 1960), Мошенник (фильм, 1961), Приключения молодого человека[англ.], Так держать![англ.], Бутч Кэссиди и Санденс Кид, Ад в поднебесье и Вердикт (фильм, 1982) Paul Newman — The Tribute Collection
- Унесённые ветром Двухдисковое издание к 70-летнему юбилею

### Лучшие дополнительные материалы на DVD
Йентл Двухдисковое режиссёрское расширенное издание
- Первобытный страх Primal Fear — Hard Evidence Edition
- Декстер Полный третий сезон
- Вверх Двухдисковое делюкс-издание
- Герои Хогана[англ.] Hogan’s Heroes: The Komplete Edition — Kommandant’s Kollection
- Скоростной спуск[англ.]

### Выдающийся общий Blu-Ray
Звёздный путь (трёхдисковое издание на Blu-Ray)
- Рокки, Рокки II, Рокки III, Рокки IV, Рокки V, Рокки Бальбоа (Rocky: The Undisputed Collection — семидисковый сборник на Blu-Ray)
- Скажи что-нибудь (Издание к 20-летнему юбилею на Blu-Ray)
- Юг Тихого океана (Издание к 50-летнему юбилею на Blu-Ray)
- Вверх (4 Disc Combo Pack Blu-Ray)
- Волшебник страны Оз (Коллекционное издание к 70-летнему юбилею на Blu-Ray)

### Выдающийся общий DVD
Унесённые ветром (Двухдисковое издание к 70-летнему юбилею)
- Американский оборотень в Лондоне (An American Werewolf in London — Special Edition)
- The Reader
- Миллионер из трущоб
- Вверх (Двухдисковое делюкс-издание)
- Волшебник страны Оз (Коллекционное издание к 70-летнему юбилею)

### Выдающийся юношеский DVD
Волшебник страны Оз (Двухдисковое издание к 70-летнему юбилею)
- Вольт (Двухдисковое делюкс-издание)
- Рождество Чарли Брауна, Матч всех звёзд Чарли Брауна[англ.], Это Огромная Тыква, Чарли Браун[англ.], Ты влюбился, Чарли Браун[англ.], Это твой пёс, Чарли Браун[англ.] и Это было короткое лето, Чарли Браун[англ.] (Peanuts: 1960s Collection)
- Ледниковый период 3: Эра динозавров (Double DVD Pack)
- Улица Сезам (Sesame Street — 40 Years of Sunny Days)
- Вверх (Двухдисковое делюкс-издание)

## Подведение итогов

### Фильм
Победители:
4 / 5 Повелитель бури: Лучший драматический фильм, Лучшая режиссура, Лучшая мужская роль в драматическом фильме, Лучший монтаж
3 / 11 Девять: Лучший фильм — музыкальный или комедия, Лучшая операторская работа, Выдающийся актёрский состав
2 / 4 2012: Лучшее звуковое сопровождение, Лучшие визуальные эффекты
2 / 5 Сокровище: Лучший адаптированный сценарий, Лучшая актриса второго плана
1 / 1 Каждый маленький шаг: Лучший документальный фильм
1 / 2 500 дней лета: Лучший оригинальный сценарий
1 / 2 Разомкнутые объятия: Лучший иностранный фильм
1 / 2 Сумасшедшее сердце: лучшая песня
1 / 2 Бесподобный мистер Фокс: Лучший полнометражный анимационный фильм
1 / 2 Бесславные ублюдки: Лучшая мужская роль второго плана
1 / 3 Джули и Джулия: Готовим счастье по рецепту: Лучшая женская роль в комедии или музыкальном фильме
1 / 3 Одинокий мужчина: Лучшая работа художника
1 / 3 Забивание камнями Сорайи М.: Лучшая женская роль в драматическом фильме
1 / 4 Воображариум доктора Парнаса: Лучший дизайн костюмов
1 / 4 Серьёзный человек: Лучшая мужская роль в комедии или музыкальном фильме
1 / 5 Мне бы в небо: Лучшее музыкальное сопровождение
Проигравшие:
0 / 6 Битва у Красной скалы
0 / 5 Воспитание чувств
0 / 4 Яркая звезда, Район № 9, Приготовьтесь, будет громко, Джонни Д.
0 / 3 Информатор, Принцесса и лягушка, Вверх
0 / 2 Проклятый «Юнайтед», Служанка, Посланник, Трансформеры: Месть падших, Молодая Виктория, Там, где живут чудовища

### Телевидение
Победители:
4 / 5 Хор: Лучший мюзикл или комедийный сериал, Лучший актёр мюзикла или комедийного сериала, Лучшая актриса драматического сериала, Лучшая актриса мюзикла или комедийного сериала
2 / 2 Во все тяжкие: Лучший драматический сериал, Лучший актёр драматического сериала
2 / 3 Серые сады: Лучший ТВ-фильм, Лучшая актриса мини-сериала или ТВ-фильма
1 / 1 Декстер: Лучший актёр второго плана в мини-сериале или ТВ-фильме
1 / 1 Настоящая кровь: Выдающийся актёрский состав
1 / 2 Схватка: Лучшая актриса драматического сериала
1 / 3 Крошка Доррит: Лучший мини-сериал
1 / 3 Черчилль на войне: Лучший актёр мини-сериала или ТВ-фильма
Losers:
0 / 4 Большая любовь
0 / 3 Студия 30, Безумцы, Женское детективное агентство № 1
0 / 2 Теория Большого взрыва, Касл, Конец игры, Полёт Конкордов, Хорошая жена, Как я встретил вашу маму, Любящая Лия, Заключённый, Добровольцы, Лечение, Валландер, Дурман